# والتر اوانز اج
والتر اوانز اج (به انگلیسی: Walter Evans Edge) سناتور سابق عضو حزب جمهوری‌خواه ایالات متحده آمریکا بود. وی در سال ۱۹۱۹ تا ۱۹۲۹ میلادی سناتور ایالت نیوجرسی در سنای ایالات متحده آمریکا بود.